# Piercing (filme)
Piercing é um filme de suspense e terror estadunidense de 2018 escrito e dirigido por Nicolas Pesce, baseado no romance homônimo de Ryu Murakami. É estrelado por Christopher Abbott, Mia Wasikowska e Laia Costa, e apresenta Maria Dizzia, Marin Ireland e Wendell Pierce em papéis coadjuvantes.
O filme teve sua estreia mundial no Festival de Cinema de Sundance e foi lançado nos cinemas em 1 de fevereiro de 2019, pela Universal Pictures, recebendo críticas geralmente favoráveis.

## Elenco
- Christopher Abbott como Reed
- Mia Wasikowska como Jackie
- Laia Costa como Mona, esposa de Reed
- Marin Ireland como a mãe de Reed
- Maria Dizzia como Chevonne
- Wendell Pierce como  o médico

## Recepção
No Rotten Tomatoes, o filme detém 73% de aprovação com base em 100 críticas, com uma classificação média de 6,3/10. O consenso crítico afirma: "Elegantes com uma veia sádica, os pares de Piercing dominam performances com uma história macabra que oferece emoções imprevisíveis". No Metacritic, o filme tem uma pontuação média ponderada de 63 de 100, com base em 23 avaliações, indicando "críticas geralmente favoráveis".